# Dipseudopsis angustipennis
Dipseudopsis angustipennis är en nattsländeart som beskrevs av Longinos Navás 1930. 
Dipseudopsis angustipennis ingår i släktet Dipseudopsis och familjen Dipseudopsidae. Inga underarter finns listade i Catalogue of Life.